# Clorură de benzil
Clorura de benzil, sau α-clorotoluenul, este un compus organic cu formula C6H5CH2Cl. Acest lichid incolor este un compus organoclorurat reactiv ce este folosit pe scară largă în sinteze chimice.

## Obținere
Clorura de benzil se obține industrial prin reacția fotochimică în fază gazoasă a toluenului cu clorul :
C6H5CH3 + Cl2 → C6H5CH2Cl + HCl
În acest fel, se produc anual aproximativ 100.000 de tone de clorură de benzil. Reacția decurge prin metoda radicalilor liberi, care implică prezenta atomilor liberi de clor. Produșii secundari de reacție includ clorura de benzal și triclorura de benzil.
Există și alte metode de producție, cum ar fi clorometilarea Blanc a benzenului. Clorura de benzil s-a obținut pentru prima data prin reacția alcoolului benzilic cu acid clorhidric.

## Utilizări și reacții
Industrial, clorura de benzil este precursorul esterilor benzilici care sunt utilizați ca plastifianți, aromatizanți, și parfumuri. Acidul fenilacetic, un precursor al unor produse farmaceutice, este produs din cianură de benzil, care se obține la rândul său tratând clorura de benzil cu cianură de sodiu. Sărurile cuaternare de amoniu, folosite ca agenți tensioactivi, sunt ușor de obținut prin alchilarea aminelor terțiare cu clorură de benzil.
În sinteza organică, clorura de benzil este utilizată pentru introducerea grupării protective benzil în reacție cu alcoolii, obținându-se eterul benzilic  corespunzător, acizi carboxilici, și ester benzilic. Acidul benzoic (C6H5COOH) poate fi preparat prin oxidarea clorurii de benzil în prezența KMnO4  alcalin:
C6H5CH2Cl + 2 KOH + 2 [O] → C6H5COOK + KCl + H2O
Clorura de benzil poate fi utilizată în sinteza medicamentelor din clasa amfetaminelor, și din această cauză, vânzările de clorură de benzil sunt monitorizate de către US Drug Enforcement Administration. ca precursori de droguri din categoria Listă II.
Clorura de benzil reacționează ușor, de asemenea, cu magneziul metalic pentru a produce un reactiv Grignard. Este de preferat față de bromura de benzil pentru prepararea acestui reactiv, deoarece reacția bromurii cu magneziul tinde să formeze 1,2-difeniletan (bibenzil) prin cuplare Wurtz.

## Măsuri de protecție
Clorura de benzil este un agent alchilant. Ca dovadă a reactivității sale ridicate (în raport cu clorurile de alchil), clorură de benzil reacționează cu apa, hidroliză în urma căreia se formează alcool benzilic și acid clorhidric. În contact cu membranele mucoase, hidroliza produce acid clorhidric. Astfel, clorura de benzil este un lacrimogen și a fost folosită în războiul chimic. De asemenea, este foarte iritantă pentru piele.
Este clasificată ca o substanță extrem de periculoasă în Statele Unite, așa cum sunt acestea definite în Secțiunea 302 din "Actul de planificare in caz de urgență și drept de informare comunitară" (42 U. S. C. 11002), și este supusă unor cerințe stricte de raportare de către unitățile care produc, depozitează, sau utilizează în cantități semnificative.